# Saint Joseph (Ort)
Saint Joseph ist ein Dorf an der Westküste des Inselstaates Dominica. Mit 2029 Einwohnern ist es der größte Ort im Parish Saint Joseph.
Das Ortsbild wird bestimmt von der römisch-katholischen Pfarrkirche St. Joseph.